# レイ・ウェッツェル
レイ・ウェッツェル（Ray Wetzel、1924年9月22日 - 1951年8月17日）は、アメリカのトランペット奏者。

## 経歴
ウェッツェルは、ウディ・ハーマンやスタン・ケントン、トミー・ドーシーのオーケストラなどに参加していた事で、知られており、一貫してトランペットを演奏していた。他にもメイナード・ファーガソンらとも共演を行なっている。1951年に交通事故により、27歳の若さで逝去した。スタン・ケントンの楽団に参加していた1946年に作曲した「インターミッション・リフ」の作者としても知られている。